# Marcel Pagnol
Marcel Pagnol (phát âm tiếng Pháp: [maʁsɛl paɲɔl]; 28.2.1895 – 18.4.1974) là nhà văn, nhà viết kịch và nhà làm phim người Pháp. Năm 1946, ông trở thành nhà làm phim đầu tiên được bầu vào Viện hàn lâm Pháp. Pagnol thường được coi là một trong những nhà văn vĩ đại nhất của Pháp trong thế kỷ 20, vì ông rất xuất sắc trong hầu hết các thể loại - hồi ký, tiểu thuyết, kịch và phim.

## Cuộc đời và Sự nghiệp

### Thời niên thiếu
Pagnol sinh ngày 28.2.1895 tại Aubagne, tỉnh Bouches-du-Rhône, miền nam Pháp gần Marseille, là con thứ hai của giáo viên Joseph Pagnol và cô thợ may Augustine Pauline Henriette La Brochette Lansot. Marcel Pagnol có một anh trai là Maurice (sinh ngày 2.4.1894 nhưng chết yểu (18.8.1894) và 3 người em Paul (sinh năm 1898), Germaine (sinh năm 1902) và René (sinh năm 1909). Năm 2003, ngôi nhà nơi Pagnol sinh ra đã được tổ chức lại thành nhà bảo tàng tưởng niệm ông
Năm 1897, Gia đình Marcel dọn vào cư ngụ trong ngôi nhà dành cho giáo viên ở trường Saint-Loup, Marseille. Khi bà mẹ đi chợ thì Marcel – lúc đó 3 tuổi - được đưa vào ngồi trong lớp cha dạy học, và một hôm cha mẹ cậu ngạc nhiên thấy cậu đọc được chữ; tuy nhiên bà mẹ đã không cho cậu đi học sớm, mà chờ đủ tuổi mới cho cậu đến trường.
Năm 1905, khi học hết bậc tiểu học Marcel được một học bổng để vào học bán trú trong "Trường trung học Thiers" (Marseille). Tại đây Marcel bắt đầu làm thơ và năm 1910 đã đăng thơ trên tạp chí Massilia.
Ngày 16.6.1910 bà Augustine qua đời ở tuổi 36, vì bị viêm phổi - người mẹ mà Marcel rất yêu thương. Ngày 30.7.1912 ông Joseph Pagnol tái kết hôn với Madeleine Julien - một góa phụ chỉ lớn hơn Marcel 8 tuổi mà ông đã mướn trông coi việc nội trợ sau khi bà vợ qua đời.
Năm 1913, khi 18 tuổi, Marcel đậu bằng tú tài triết học và bắt đầu học khoa văn ở Đại học Aix-en-Provence. Ngày 10.2.1914 – cùng với vài người bạn ở lớp dự bị đại học – Marcel đã lập ra tạp chí văn học Fortunio (sau đổi tên là Les Cahiers du Sud), trong đó Marcel đã đăng một số bài thơ và tiểu thuyết đầu tay của mình Le Mariage de Peluque.
Khi cuộc Chiến tranh thế giới thứ nhất nổ ra, Marcel được động viên, phục vụ trong "Trung đoàn bộ binh 163" ở Nice, tới tháng 1 năm 1915 thì được giải ngũ vì thể tạng yếu.
Tháng 11 năm 1916, Marcel đậu bằng cử nhân văn chương và sinh ngữ (tiếng Anh). Được bổ nhiệm làm giáo viên phụ đạo môn tiếng Anh, Marcel đã dạy liên tục ở các trường trung học Digne-les-Bains, Tarascon, Pamiers sur Ariège và Aix-en-Provence; sau đó được thăng chức giáo viên phụ tá ở trường trung học phổ thông lycée Saint-Charles tại Marseille từ năm 1920 tới năm 1922. Trong thời gian này Marcel đã viết vở kịch thơ Catulle - rồi cộng tác với Arno-Charles Brun - viết tiếp vở kịch thơ Ulysse chez les Phéaciens.

### Thời gian ở Paris
Năm 1922 Marcel được bổ nhiệm làm giáo viên phụ tá, dạy tiếng Anh ở trường trung học lycée Condorcet, Paris, tới năm 1927, sau đó xin nghỉ dạy học để hoạt động văn hóa. Tại Paris, Marcel gặp lại Paul Nivoix, cựu giám đốc tuần báo Spectator ở Marseille, hiện là biên tập viên tờ Comœdia, nhật báo văn chương nghệ thuật duy nhất của Pháp thời đó. Nhờ tình bạn với Nivoix, Pagnol đã gia nhập giới nhà văn trẻ và sân khấu hiện đại.

### Viết kịch
Năm 1924 - dưới bút hiệu Castro – Marcel đã cùng Nivoix viết vở kịch vui Tonton (tên khác là Joseph veut rester pur), được trình diễn ở nhà hát théâtre des Variétés và hơi được thành công, sau đó 2 người viết vở kịch đầu tiên Les Marchands de gloire, được trình diễn ở théâtre de la Madeleine năm 1925. Marcel viết tiếp vở Jazz, trình diễn ở théâtre Hébertot năm 1926. Năm 1928 vở Topaze của Marcel được trình diễn ở théâtre des Variétés đã thành công lớn (hơn 800 buổi diễn ở Paris).
Marcel viết tiếp bộ 3 kịch Trilogie marseillaise (gồm Marius, Fanny và César) – mà vở đầu là "Marius" được trình diễn lần đầu tại ngày 9.3.1929 tại Théâtre de Paris đã rất thành công.

### Điện ảnh
Năm 1929 là năm quyết định đối với sự nghiệp điện ảnh của Marcel, sau khi ông sang London dự buổi chiếu phim Broadway Melody, một trong các phim nói đầu tiên trên thế giới. Sau khi xem phim này, Marcel đã quyết định chuyển sang ngành điện ảnh. Ông làm quen với Bob Kane – giám đốc chi nhánh hãng Paramount Pictures ở Pháp. Kane đề nghị mua bản quyền vở kịch Marius của Marcel với giá 500.000 franc Pháp. Marcel từ chối, nhưng chấp nhận một tỷ lệ phần trăm trên thu nhập của phim với điều kiện là phải sử dụng toàn bộ diễn viên kịch đã từng diễn vở này ở "Théâtre de Paris" và do chính Marcel đạo diễn. Kane - mặc dù muốn sử dụng các diễn viên ký hợp đồng với hãng của mình - cuối cùng đã chấp nhận điều kiện sử dụng diễn viên Pháp của Marcel, nhưng do đạo diễn Hoa Kỳ điều khiển. Đầu năm 1931 phim Marius được khởi sự quay dưới sự điều khiển của đạo diễn Alexander Korda, một người Hungary nhập cư vào Mỹ. Phim Marius được chiếu ra mắt ngày 10.10.1931 là một trong những phim nói tiếng Pháp đầu tiên rất thành công.
Năm 1934, Marcel mua một khu đất trên đồi rộng 24 hec-ta (sau đó mua thêm thành 40 hec-ta) cạnh làng La Treille ở Marseille để lập hãng phim riêng của mình. Cuốn phim đầu tiên do chính Marcel đạo diễn là phim Le Gendre de Monsieur Poirier năm 1933, tiếp theo là các phim Jofroi (1933), Angèle (1934), Merlusse (1935), Cigalon (1935), César (1936), Regain (1937), La Femme du boulanger (1938) vv...
Khi Chiến tranh thế giới thứ hai nổ ra, Marcel phải ngưng sản xuất phim và bán các phim trường cho hãng phim Gaumont, nhưng vẫn giữ chức giám đốc sản xuất.
Năm 1942 Marcel mua khu đồn điền Étoile ở La Gaude, thuê các nhân viên cũ của ông ở các phim trường tới trồng hoa cẩm chướng, nhằm tránh cho họ khỏi phải đi lao động cưỡng bách bên Đức.
Năm 1948, Marcel làm phim La Belle Meunière - một phim màu đầu tiên của Pháp – do ông viết kịch bản và cùng đạo diễn với Max de Rieux và do ca sĩ diễn viên Tino Rossi đóng vai chính. Phim này hoàn toàn thất bại khiến ông bị lỗ 50 triệu franc Pháp. Năm 1950, Marcel làm phim Le Rosier de Madame Husson, trong đó ông viết kịch bản dựa trên truyện ngắn của Guy de Maupassant, do nam diễn viên Bourvil đóng vai chính và do Jean Boyer đạo diễn. Phim này thành công về mặt tài chính nhưng không được giới phê bình hoan nghênh.
Năm 1951, Marcel làm lại phim Topaze phiên bản 3 do nam diễn viên Fernandel đóng vai chính. Phim này là một thành công lớn.

### Tiểu thuyết
Ngay từ năm 1910 – khi đang học trung học - Marcel đã có thơ đăng trên tạp chí Massilia. Khi đang học lớp dự bị đại học, Marcel đã viết quyển tiểu thuyết đầu tay Le Mariage de Peluque.
Năm 1957, Marcel bắt đầu xuất bản bộ tiểu thuyết 4 tập Souvenirs d'enfance với quyển đầu mang tên La Gloire de mon père đã rất thành công (bán được hơn 50.000 quyển trong một tháng). Quyển thứ hai Le Château de ma mère, xuất bản năm 1958, cũng đứng đầu danh sách các tiểu thuyết bán chạy nhất trong năm. Năm 1960 ông xuất bản tiếp quyển thứ ba Le Temps des secrets, còn quyển thứ tư Le Temps des amours được xuất bản năm 1977, sau khi ông qua đời.
Năm 1962, Marcel xuất bản bộ tiểu thuyết L'Eau des collines gồm 2 quyển: Jean de Florette và Manon des Sources. Năm 1965 ông xuất bản quyển L'homme au masque de fer, năm 1973 soạn lại dưới nhan đề Le Secret du masque de fer.

### Đời tư
Ngày 2.3.1916, Marcel kết hôn với Simone Collin. Năm 1926, ông ly thân với Simone Collin (nhưng tới năm 1941 mới ly dị). Marcel quan hệ tình ái với nữ diễn viên múa trẻ người Anh Kitty Murphy. Họ có một con trai - Jacques Pagnol sinh ngày 24.9.1930. (Jacques sau này trở thành người phụ tá cho cha, rồi sau đó làm nhà quay phim cho đài truyền hình France 3 ở Marseille.)
Marcel sống chung với nữ diễn viên Orane Demazis, năm 1933 họ có một con trai tên Jean-Pierre Burgart (vì Marcel không nhìn nhận con). Năm 1936, ông sống chung với Yvonne Pouperon và có một con gái tên Francine Pagnol.
Năm 1941, sau khi thủ tục ly dị với Simone Collin hoàn tất, Marcel sống chung với nữ diễn viên Josette Day, mà ông gặp từ năm 1939. Nhưng quan hệ giữa họ chỉ kéo dài trong thời gian họ sống ở vùng tự do, cho tới khi chiến tranh kết thúc. Mặc dù rất gắn bó với Orane Demazis rồi với Josette Day, nhưng Marcel không kết hôn với họ. Marcel có ba người con ngoài hôn thú (Jacques, Jean-Pierre et Francine).
Bà mẹ Augustine của Marcel cũng đã có con trước khi kết hôn, vì thế mà ông thường đề cập tới vấn đề con hoang trong tác phẩm của mình.
Năm 1945, Marcel tái kết hôn với nữ diễn viên Jacqueline Bouvier mà ông gặp từ tháng 8 năm 1938. Họ có hai người con: Frédéric (sinh năm 1946) và Estelle (sinh năm 1951). Estelle chết năm 1954 khi mới 3 tuổi.

### Từ trần
Marcel Pagnol qua đời ngày 18.4.1974 tại Paris, thọ 79 tuổi. Ông được mai táng ở Nghĩa trang La Treille, Marseille, bên cạnh bà mẹ và đứa con gái Estelle, gần hầm mộ của gia đình Pagnol – nơi người cha, bà vợ kế Madeleine Julien, các anh chị em trong gia đình an nghỉ. Trên mộ - thay cho mộ bia - có khắc câu trích dẫn của Virgile: Fontes amicos uxorem dilexit (Ông ấy đã yêu các nguồn suối, các bạn và vợ của mình).

## Giải thưởng và Vinh dự
- 1939: Giải thưởng của Hội phê bình phim New York cho phim nước ngoài hay nhất (phim Regain)
- 1949: Giải thưởng của Hội phê bình phim New York cho phim nước ngoài hay nhất (phim La femme du boulanger)
- 1950: Giải thưởng của Hội phê bình phim New York cho phim nước ngoài hay nhất (phim Jofroi)
- 1981: Giải César danh dự
- Bắc Đẩu Bội tinh hạng Grand officier
- Commandeur des Palmes académiques
- Commandeur des Arts et des Lettres
- Marcel Pagnol là lãnh sự danh dự của Bồ Đào Nha tại Monaco[12].
- Ngày 4.4.1946, Marcel Pagnol được bầu vào Viện hàn lâm Pháp (ghế số 25) cùng lượt với Paul Claudel, Maurice Garçon, Charles de Chambrun, Jules Romains và Henri Mondor.

## Tác phẩm

### Tiểu thuyết, truyện ngắn, tiểu luận
- 1921: La Petite Fille aux yeux sombres, tiểu thuyết, Éditions de Fortunio, Marseille
- 1921: Le Mariage de Peluque, tiểu thuyết, Éditions de Fortunio, Marseille (tái bản năm 1932 dưới tên Pirouettes)
- 1922: L'Infâme Truc, truyện ngắn, trích từ Jazz
- 1932: Pirouettes, tiểu thuyết (tái bản dưới tên Le Mariage de Peluque, Paris, Fasquelle)
- 1933-1934: Cinématurgie de Paris, Les Cahiers du film; (in lại trong Œuvres complètes, tome III, Éditions de Provence, 1967
- 1947: Notes sur le Rire, tiểu luận, Paris, Nagel
- 1949: Critique des Critiques, tiểu luận, Paris, Nagel
- 1957: La Gloire de mon père (Souvenirs d'enfance I), tiểu thuyết tự truyện, Monte-Carlo, Pastorelly
- 1957: Le Château de ma mère (Souvenirs d'enfance II), tiểu thuyết tự truyện, Monte-Carlo, Pastorelly
- 1959: Le Temps des secrets (Souvenirs d'enfance III), tiểu thuyết, Monte-Carlo, Pastorelly
- 1961 Marcel Pagnol & George Waldemar " Ambrogiani (l'homme et le peintre) ", Presses artistiques, Paris, 1961.
- 1963: L'Eau des collines tiểu thuyết gồm 2 tập: Jean de Florette, Manon des sources, Paris, Éditions de Provence
- 1964: Le masque de fer (soạn lại dưới tên Le Secret du Masque de fer năm 1973), Monte-Carlo, Pastorelly
- 1968: Les Sermons de Marcel Pagnol (rassemblés par le RP Norbert Calmels), Robert Morel éditeur

Xuất bản sau khi qua đời
- 1977: Le Temps des amours (Souvenirs d'enfance chưa hoàn tất IV), tiểu thuyết tự truyện, Julliard
- 1977: Les Secrets de Dieu, nouvelle éditée en recueil Œuvres complètes. 12. 3-4[13]; première édition séparée, Marseille, La Chrysalide, 1983
- 1981: Confidences, essai et préfaces sur le théâtre et le cinéma, Julliard
- 1984: L'Infâme Truc et autres nouvelles, recueil d'œuvres posthumes, Julliard

### Kịch
- 1922: Catulle, kịch thơ, 4 hồi, Marseille, Éditions de Fortunio, inédit à la scène
- 1922: Ulysse chez les Phéaciens (viết chung với Arno-Charles Brun), bi kịch thơ, inédite à la scène
- 1923: Tonton tên khác Joseph veut rester pur (viết chung với Paul Nivoix), kịch vui, dưới bút danh "de Castro", Marseille, théâtre des Variétés, 30.8.1923
- 1925: Les Marchands de gloire viết chung với Paul Nivoix, kịch châm biếm, 5 hồi, Paris, théâtre de la Madeleine, 15.4.1925; Paris, La Petite Illustration, 1926
- 1926: Un direct au cœur (viết chung với Paul Nivoix), Lille, théâtre de l'Alhambra, tháng 3 năm 1926
- 1926: Jazz (tên ban đầu Phaéton), kịch châm biếm, 4, Monte Carlo, Grand Théâtre, 9 décembre 1926, Paris, théâtre des Arts, 21 décembre 1926; Paris, La Petite Illustration, avril 1927
- 1928: Topaze, kịch châm biếm, Paris, théâtre des Variétés, 9 octobre 1928; Paris, Fasquelle, 1930
- 1929: Marius, kịch vui 3 hồi, 6 cảnh, Paris, Théâtre de Paris, 9 mars 1929; Paris, Fasquelle, 1931
- 1931: Fanny, kịch vui 3 hồi, 4 cảnh, Paris, Théâtre de Paris, 5 décembre 1931; Paris, Fasquelle, 1932
- 1946: César, kịch vui 3 hồi (chuyển thể thành phim, Paris, Théâtre des Variétés; Paris, Réalités, 1947
- 1955: Judas, bi kịch, 5 hồi, Paris, Théâtre de Paris, 6 octobre 1955; Paris
- 1956: Fabien, kịch vui 4 hồi, Paris, théâtre des Bouffes Parisiens, 28 septembre 1956; Paris, Paris-théâtre, 1956

Chuyển thể sau khi qua đời
- 1985: La Femme du boulanger, kịch vui 4 hồi, chuyển thể thành phim

### Tác phẩm dịch
- 1944: Le Songe d'une nuit d'été, dịch từ vở kịch A Midsummer Night's Dream tiếng Anh của William Shakespeare, 1947, au Grand Théâtre de Monaco; Paris, Œuvres complètes, Club de l'Honnête Homme, 1971 BNF 354367807
- 1947: Hamlet, dịch từ kịch tiếng Anh của William Shakespeare, Paris, Nagel BNF 326289444
- 1958: Bucoliques, dịch từ tập thơ tiếng latin của Virgile, Paris, Grasset BNF 31592072k

### Điện ảnh
Đạo diễn

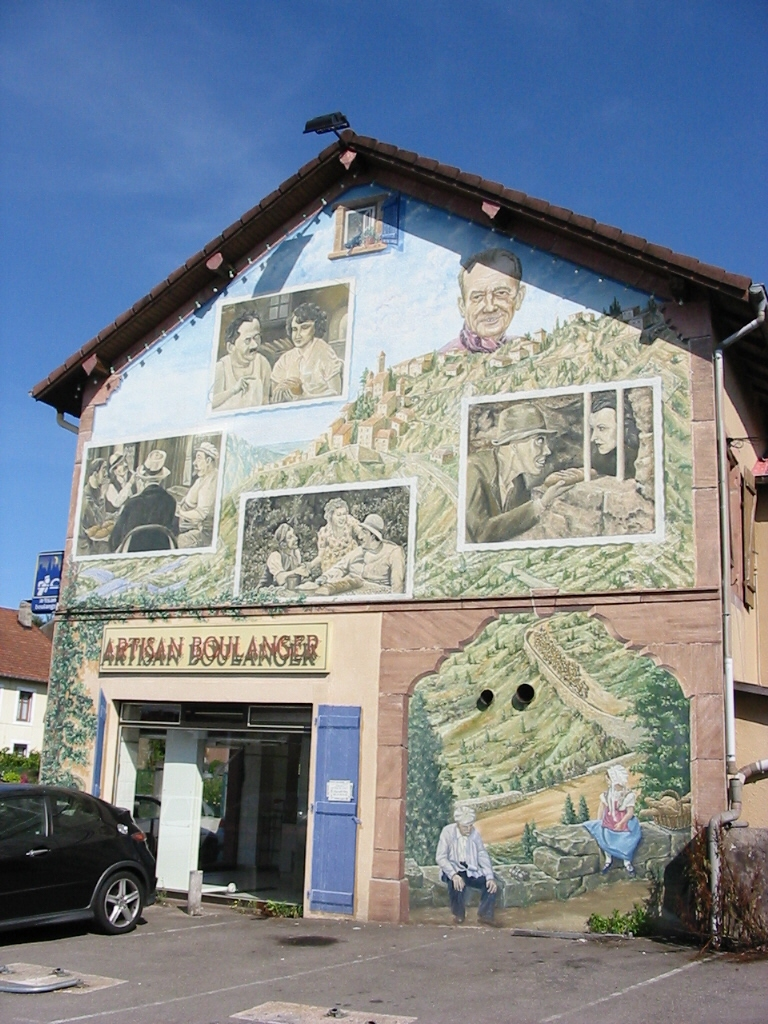
Hommage naïf à Marcel Pagnol

- 1933: Le Gendre de Monsieur Poirier, theo kịch của Émile Augier
- 1933: Jofroi
- 1934: Angèle
- 1934: L'Article 330, phim ngắn, theo vở kịch L'Article 330 của Georges Courteline
- 1935: Merlusse
- 1935: Cigalon
- 1936: Topaze
- 1936: César
- 1937: Regain
- 1938: Le Schpountz
- 1938: La Femme du boulanger
- 1940: La Fille du puisatier
- 1941: La Prière aux étoiles (chưa hoàn tất)
- 1945: Naïs
- 1948: La Belle Meunière
- 1951: Topaze
- 1952: Manon des sources
- 1952: Ugolin
- 1954: Les Lettres de mon moulin
- 1967: Le Curé de Cucugnan (phim truyền hình)

Kịch bản và lời thoại
- 1931: Marius của đạo diễn Alexander Korda
- 1932: Fanny của đạo diễn Marc Allégret
- 1932: Direct au cœur của đạo diễn Roger Lion (theo kịch của Marcel Pagnol và Paul Nivoix)
- 1933: Topaze của đạo diễn Louis Gasnier
- 1933: L'Agonie des aigles của đạo diễn Roger Richebé (theo tiểu thuyết Les Demi-Solde của Georges d'Esparbès
- 1934: Le Premier Amour, kịch bản của Marcel Pagnol
- 1934: Tartarin de Tarascon của đạo diễn Raymond Bernard (theo truyện của Alphonse Daudet)
- 1939: Monsieur Brotonneau của đạo diễn Alexandre Esway, (theo truyện của Robert de Flers và Gaston Arman de Caillavet)
- 1950: Le Rosier de Madame Husson của đạo diễn Jean Boyer (theo truyện của Guy de Maupassant)
- 1953: Carnaval của đạo diễn Henri Verneuil, theo truyện của Émile Mazaud)
- 1962: La Dame aux camélias (phim truyền hình), theo truyện của Alexandre Dumas con)

### Phiên bản phim tiếng nước ngoài
- 1931: Phim Zum goldenen Anker (phim phiên bản tiếng Đức theo kịch Marius, của đạo diễn Alexander Korda)
- 1931: Phim Längtan till havet (phim phiên bản tiếng Thụy Điển theo kịch Marius của đạo diễn John W. Brunius và Alexander Korda)
- 1934: Phim Der schwarze Walfisch (phim tiếng Đức theo kịch Fanny) của đạo diễn Đức Fritz Wendhausen
- 1938: Phim Port of Seven Seas (kịch bản gồm toàn bộ 3 tác phẩm Marius, Fanny và César của Marcel Pagnol) của đạo diễn Mỹ James Whale
- 1942: Phim 海猫の港 Umineko no minato (« Le port aux mouettes »), của đạo diễn Yasuki Chiba (phim đen trắng, 93 phút dựa theo kịch Marius của Marcel Pagnol)
- 1949: 春の戯れ Haru no tawamure (« Flirt de printemps »), của đạo diễn Kajiro Yamamoto (phim đen trắng, dài 109 phút), với diễn viên Hideko Takamine (Fanny) và Jukichi Uno (Marius)
- 1967: 愛の賛歌　Ai no sanka (« Hymne à l'amour »), của đạo diễn Yoji Yamada (94 phút, gồm kịch bản phim Marius và Fanny)

### Phim và Opera phiên bản mới
- 1961: Fanny, phiên bản phim 1961 của Joshua Logan (với các diễn viên Leslie Caron và Maurice Chevalier)
- 1986: Jean de Florette phim của đạo diễn Claude Berri (với các diễn viên Yves Montand, Daniel Auteuil và Gérard Depardieu)
- 1986: Manon des sources phim của đạo diễn Claude Berri (với các diễn viên Yves Montand, Daniel Auteuil và Emmanuelle Béart)
- 1990: La Gloire de mon père phim của đạo diễn Yves Robert
- 1990: Le Château de ma mère phim của đạo diễn Yves Robert
- 1999: Le Schpountz phiên bản phm 1999 của đạo diễn Gérard Oury
- 2000: Marius, Fanny và César phim truyền hình phiên bản 2000 của đạo diễn Nicolas Ribowski
- 2006: Le Temps des secrets phim truyền hình của đạo diễn Thierry Chabert
- 2006: Le Temps des amours phim truyền hình của đạo diễn Thierry Chabert
- 2007: Opera Marius et Fanny (lấy hứng từ 2 tiểu thuyết cùng tên, nhạc của Vladimir Cosma, đạo diễn Jean-Louis Grinda; (với các diễn viên Roberto Alagna và Angela Gheorghiu). Nhà hát Opéra municipal de Marseille
- 2011: La Fille du puisatier phim của đạo diễn Daniel Auteuil (với các diễn viên Kad Merad, Sabine Azéma và Jean-Pierre Darroussin
- 2013: Marius và Fanny (2 phim phiên bản mới của đạo diễn Daniel Auteuil